# Jardim Colmera

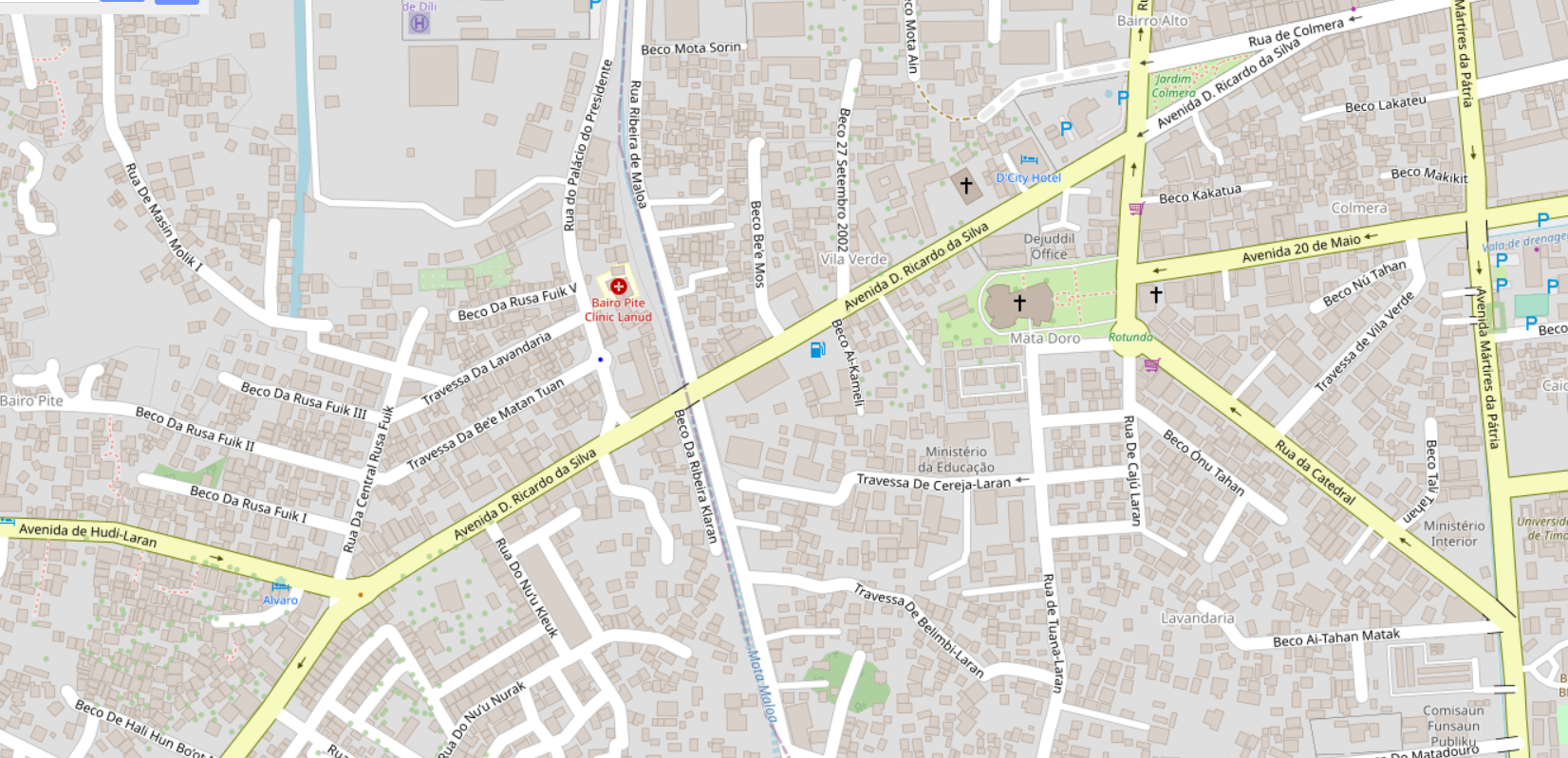
Der Jardim Colmera, im Nordosten zwischen Avenida Dom Ricardo da Silva und Rua de Colmera

Der Jardim Colmera ist eine Parkanlage in der osttimoresischen Landeshauptstadt Dili. Namensgeber ist der gleichnamige Stadtteil. Der Park liegt an der Westgrenze des Sucos Colmera. Er bildet ein Dreieck zwischen der Avenida Dom Ricardo da Silva im Süden, der Rua de Colmera im Norden und der Rua de Catedral im Westen.